# Wilemanus duli
Wilemanus duli är en fjärilsart som beskrevs av Yang 1978. Wilemanus duli ingår i släktet Wilemanus och familjen tandspinnare. Inga underarter finns listade i Catalogue of Life.